# Nagy bokorcsiga
A nagy bokorcsiga (Euomphalia strigella) Közép- és Kelet-Európában elterjedt szárazföldi csigafaj. 

## Megjelenése

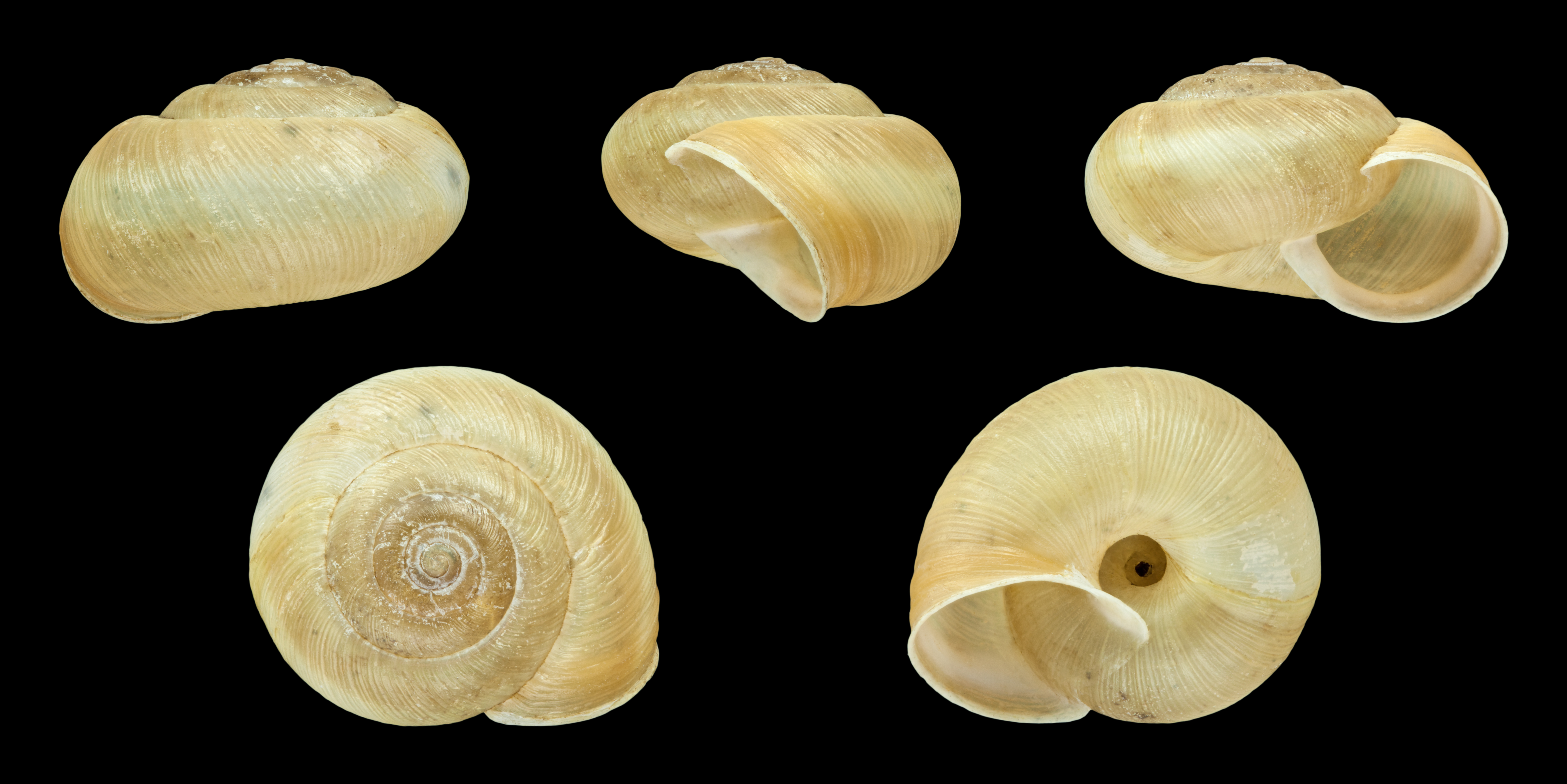

A nagy bokorcsiga háza 9–14 mm magas, 13–21 mm széles és 5-6 kanyarulat alkotja. Lapított kúp formájú, színe a sárgásszürkétől a barnáig terjed, néha vöröses árnyalatú. Kerülete mentén vékony világos csík húzódhat. A fiatal állat házát szőrök fedik, melyek később fokozatosan kihullanak. Köldöke tág, a ház átmérőjének egyötödét is kiteszi, amivel jól megkülönböztethető a berki párduccsigától. Utolsó kanyarulata erősen lehajlik. Szájadékának pereme megvastagodva ajakduzzanatot képez. Az állat sárgásszürke, tapogatói sötétebb szürkék, a köpeny sötét foltjai jól láthatóak a kissé áttetsző csigaház alatt. Viszonylag lassan mozog, a zavarásra érzékenyen reagál, igen sok nyálkát termel.  

## Elterjedése és életmódja
Közép- és Kelet-Európa mellett Északkelet-Spanyolországban, Délkelet-Franciaországban és Dél-Skandináviában is előfordul. Keleten egészen az Urálig megtalálható, de Oroszországban már csak izolált populációi élnek. Svájcban és Bulgáriában 1600 m magasságig találták meg.
A nagy bokorcsiga nyílt erdős, bozótos, ligetes, főleg alacsony fekvésű területeken él. Bokrok alatt, az avar között lehet rátalálni. Bulgáriában a nedves és árnyas helyeken, főleg hegyi folyók völgyében gyakori, míg Svájcban a félszáraz, napos domboldalakat kedveli.
Magyarországon nem védett.